# Smârdan
Smârdan es una comuna ubicada en el distrito de Galați, Rumania.

## Superficie
Posee una superficie de 145,8 kilómetros cuadrados.

## Demografía
Hasta 2021 la población era de 5342 habitantes, con una densidad de población de 36,63 habitantes por kilómetro cuadrado.